# Albert Badoureau
Jean Paul Albert Badoureau, né le 18 mai 1853 à Paris, France) où il est mort le 20 juillet 1923, est un mathématicien et ingénieur français, collaborateur de Jules Verne.

## Biographie
Major (d'entrée et de sortie) de l'École polytechnique (promotion 1874), il accède au corps des Mines et est chargé du contrôle des chemins de fer. Il effectue toute sa carrière dans l'administration.
Il est l'auteur d'une étude de référence sur les polyèdres semi-réguliers (Mémoire sur les figures isocèles, 1881).
Alors fonctionnaire au Ministère des Travaux publics à Amiens, il rencontre Jules Verne. En 1888, l'écrivain le consulte pour son roman Sans dessus dessous. Il effectue alors un important travail de notes dont une partie est éditée dans un chapitre supplémentaire du roman. Jules Verne l'incarne dans le personnage d'Alcide Pierdeux.
Dans ses Causeries philosophiques, il analyse la question de l'immortalité des âmes et admet un animisme vague et universel qui n'engage pas l'immortalité de l'âme individuelle.

## Publications
- 1881 : Sur le problème des parties appliquées aux jeux de calcul
- 1885 : Théorie des appareils employés au lavage des matières premières
- 1889-1890 : Sciences expérimentales
- Les mines : Les minières et les carrières (avec Grangier, P.). Librairies-Imprimeries Réunies (Paris). Texte disponible en ligne sur LillOnum.
- 1920 : Causeries philosophiques
- 2005 : Albert Badoureau (publié sous la direction de Madeleine Thoby-Le Duc, préface de Jean-Marc Ayrault), Le Titan moderne : Notes et observations remises à Jules Verne pour la rédaction de son roman Sans dessus dessous, Arles et Nantes, Actes Sud et ville de Nantes, coll. « Les Mondes connus et inconnus / Jules Verne », 2005, 189 p. (ISBN 2-7427-5243-9, BNF 39914445)